# Мјано (Терамо)
Мјано (итал. Miano) је насеље у Италији у округу Терамо, региону Абруцо.
Према процени из 2011. у насељу је живело 354 становника. Насеље се налази на надморској висини од 390 м.